# Morum fatimae
Morum fatimae is een slakkensoort uit de familie van de Harpidae. De wetenschappelijke naam van de soort is voor het eerst geldig gepubliceerd in 1999 door Poppe & Brulet.